# Това се случи близо до вас
„Това се случи близо до вас“ (на френски: C'est arrivé près de chez vous) е белгийски филм от 1992 година, черна комедия, режисирана от Реми Белво, Андре Бонзел и Беноа Пулворд, който изпълнява главната роля.
Представлява псевдодокументален филм, проследяващ ежедневието на сериен убиец, крадец и изнасилвач.